# Blue Building
El Blue Building es un edificio situado en el Puerto Olímpico de Barcelona, distrito San Martín, diseñado por el despacho de arquitectos Skidmore Owings & Merrill (SOM). Fue construido e inaugurado a finales del año 1993, junto al Hotel Arts, y ha sido recientemente modelado y reformado.
La propiedad pertenece al fondo inmobiliario alemán Meag Munich Ergo (MEAG), que en 2002 adquirió por un valor de 50 millones de euros el complejo al consorcio integrado por Deustche Bank y Patron Capital. Las consultoras Savills y  Cushman&Wakefield son ahora las compañías que comercializan en co-exclusiva el Blue Building.

## Ubicación
Se encuentra ubicado en la Avenida Litoral, frente a la playa y el Puerto Olímpico de Barcelona, a primera línea de mar, junto a otras construcciones como el Hotel Arts, la Torre Mapfre y el Pez Dorado de Frank Gehrycon.

## Características

### Diseño
Consta de espacios amplios con grandes ventanales que facilitan una gran entrada de luz natural.
La fachada es de muro cortina, desde el exterior se aprecian los cristales de color azul, respondiendo así a su nombre, Blue Building.
El interior sigue el estilo contemporáneo, decorado con mapas de la ciudad de Barcelona y de la propia estructura del edificio. La recepción está precedida por un muro de vidrios de colores morados azules y blancos y dispone de una zona de estar comunitaria con máquinas expendedoras y sofás.
En su azotea se encuentra el helipuerto para casos de emergencia.

### Distribución
El edificio tiene un total de 12.168 m2 de superficie, repartidas en la planta baja donde está la recepción de 1.687 m2, cinco plantas tipo de 2.051 m2 cada una y el ático de 226 m2.

#### Plantas flexibles
En cada planta hay disponibles 208 espacios de trabajo que pueden ser destinados a un mismo inquilino o a varios, ya que los espacios se pueden dividir según cada necesidad hasta en 7 módulo de entre 159 y 474 metros cuadrados. Las plantas cuentan con dos puntos de acceso para facilitar esta separación.  

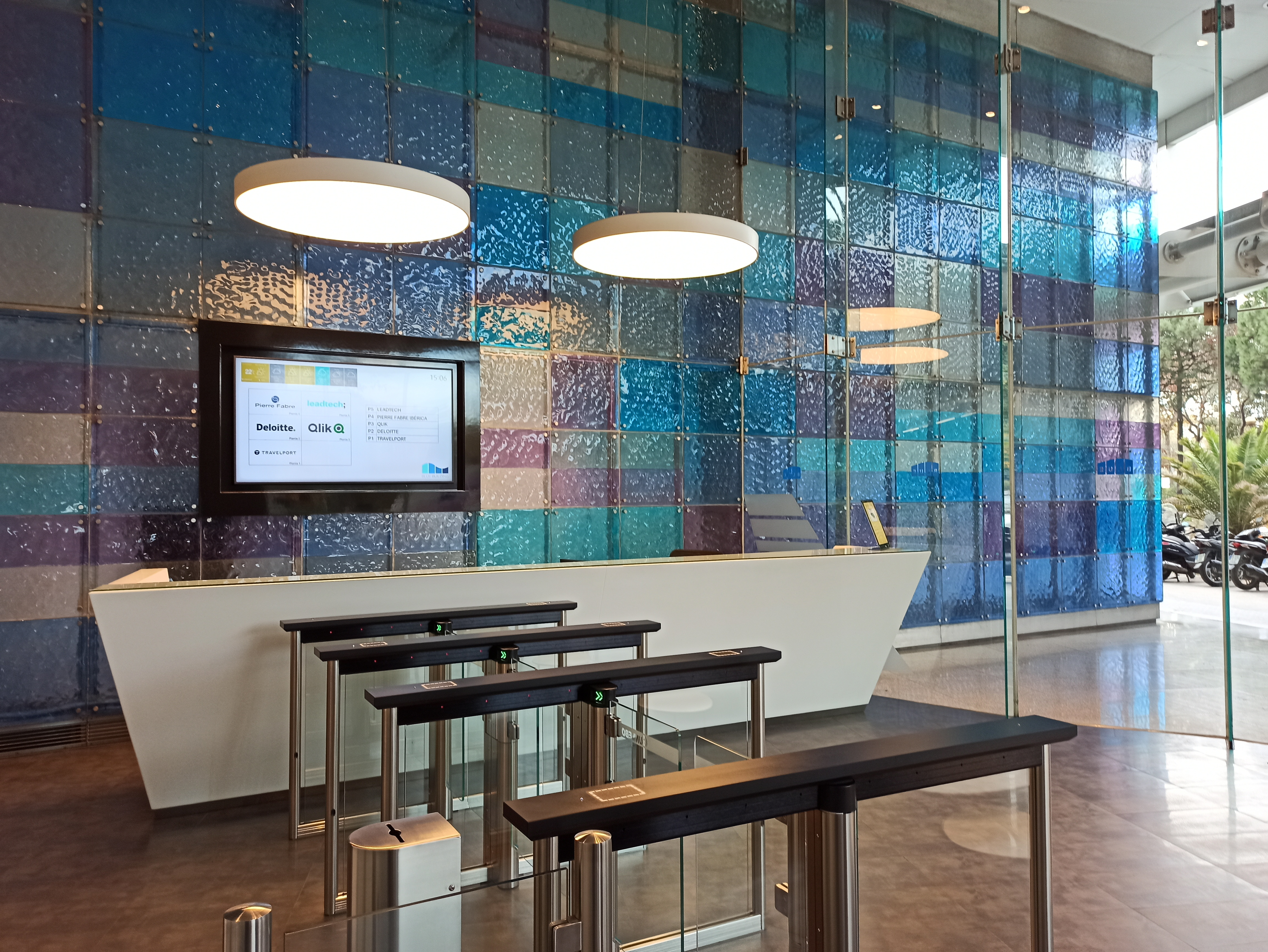
Recepción del Blue Building

### Servicios
Sus plantas diáfanas cuentan con un sistema de aire acondicionado y calefacción VRV, falso techo empotrado con luminarias LED modular y suele técnico elevado.
El edificio también cuenta con servicios de uso común para todos los inquilinos.

### Iluminación
Durante la noche, la recepción del edificio y su zona ajardinada se iluminan con un sistema de luces LED suaves. El proyecto se llevó a cabo tras la rehabilitación del edificio por la empresa Outside Tech Light.
Con este proyecto se buscó crear una iluminación decorativa que ayudara a complementar y resaltar los elementos arquitectónicos y darle un uso funcional y de seguridad.